# Bobby Portis

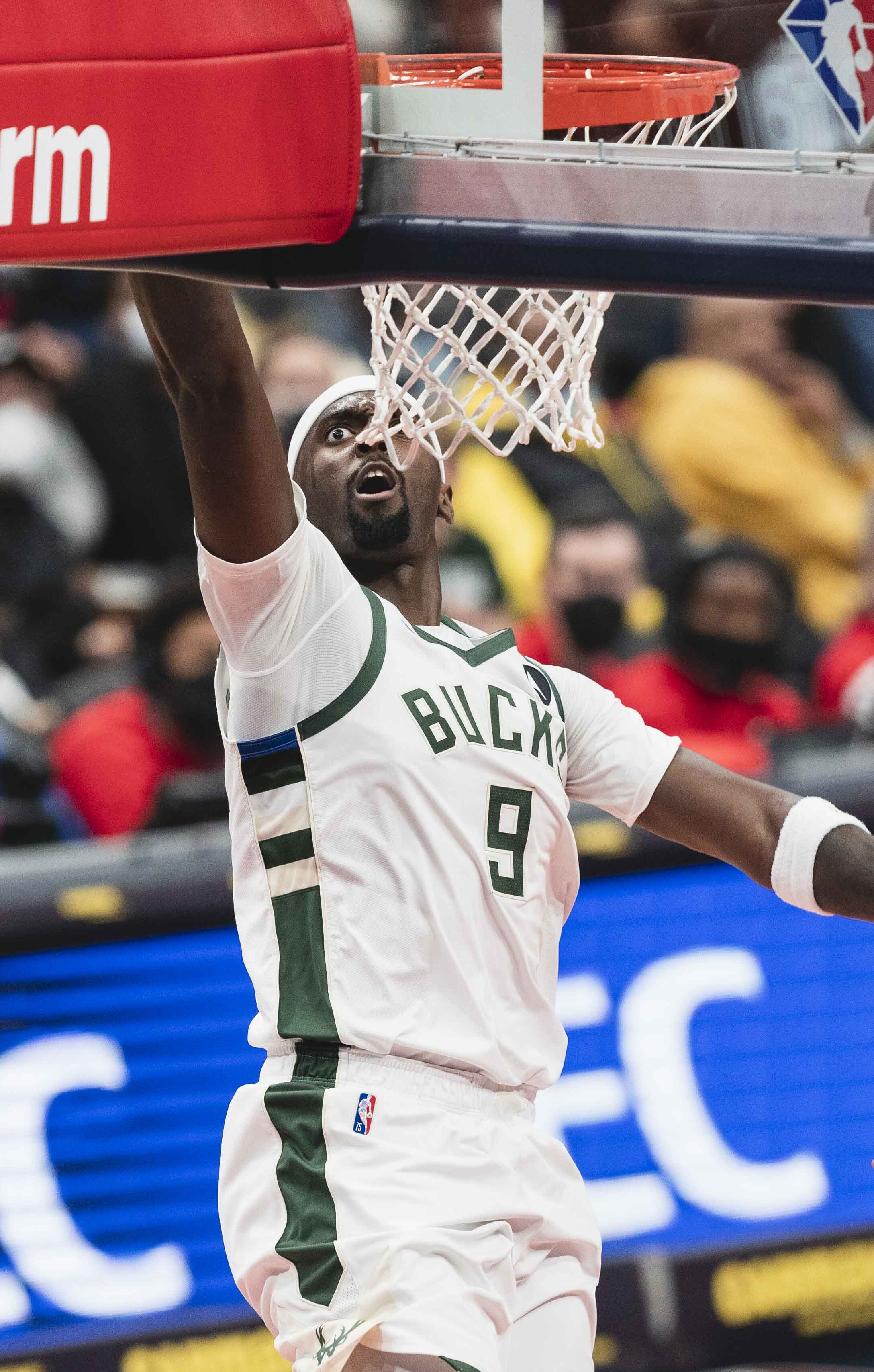
Bobby Portis, 2021.

Bobby Portis Jr., född 10 februari 1995 i Little Rock i Arkansas, är en amerikansk professionell basketspelare (PF) som spelar för Milwaukee Bucks i National Basketball Association (NBA). Han har tidigare spelat för Chicago Bulls, Washington Wizards och New York Knicks.
Portis var med och vinna NBA-mästerskapet, tillsammans med Milwaukee Bucks, för säsongen 2020–2021.
Han draftades av Chicago Bulls i första rundan i 2015 års draft som 22:a spelare totalt.
Innan Portis blev proffs studerade han vid University of Arkansas och spelade för deras idrottsförening Arkansas Razorbacks.